# 鍋島直能
鍋島 直能（なべしま なおよし）は、肥前小城藩の第2代藩主。

## 生涯
元和8年（1622年）12月17日、初代藩主・鍋島元茂の長男として江戸桜田屋敷で生まれる。承応3年（1654年）に父が死去したため、家督を継いだ。
文学肌の人物で、寛永12年（1672年）に「夫木類句和歌集」などを編纂している。そのため公家とも親交があったといわれる。
延宝7年（1679年）12月、次男の元武に家督を譲って隠居する。これは本家の佐賀藩や他の支藩と仲が悪く対立しており、佐賀藩の干渉を受けたためとされている。天和元年（1681年）に出家するが、以後も文学活動は続け、貞享元年（1684年）には庭園である「自楽園」を造庭している。
元禄2年（1689年）8月26日に小城の西岡館で死去した。享年68。

## 系譜
父母
- 鍋島元茂（父）
- 仁王、高岳院 ー 鍋島茂里の娘（母）

正室
- 鶴子、南祥院 ー 鍋島勝茂の養女、多久茂辰の娘

側室
- 伊賀子、長寿院 ー 坊城俊完の娘

子女
- 鍋島直将（長男）
- 鍋島元武（次男）生母は長寿院（側室）
- 鍋島元敦（三男）
- 晃惇（四男）
- 三浦能冬（五男）
- 田尻興種室
- 三浦明敬正室）

養女
- 中山信敏室